# Anna Glazkova
Anna Leonidovna Glazkova (in bielorusso Анна Леонидовна Глазкова?; Salihorsk, 29 luglio 1981) è un'ex ginnasta bielorussa, specializzata nella ginnastica ritmica e vincitrice della medaglia d'argento a squadre a Sydney 2000 insieme a Tatyana Ananko, Tatyana Belan, Irina Ilyenkova, Maria Lazuk e Olga Puževič.

## Palmarès
- Giochi olimpici

Sydney 2000: argento a squadre.
- Campionati mondiali

Siviglia 1998: oro nel concorso a squadre, argento nelle palle, clavette e tre nastri e due cerchi.
Osaka 1999: bronzo nel concorso a squadre e nel tre nastri e due cerchi.
- Campionati mondiali giovanili

Praga 1995: argento nel concorso a squadre.